# Paracles dukinfieldia
Paracles dukinfieldia là một loài bướm đêm thuộc phân họ Arctiinae, họ Erebidae.